# Areola
Areola v botanice označuje zakončení cévního svazku resp. zakončení zkrácených větévek, ze kterých obvykle vyrůstají trny. Areoly jsou charakteristické zejména pro kaktusovité rostliny, u kterých právě z areol vyrůstají skupiny trnů. Trny vyrůstající z areol se v tomto případě vyvinuly evolučně přeměnou z listů, přičemž mohou nabývat různých forem od velmi tvrdých a dřevitých až po jemné chmýří. U mnoha druhů kaktusů z areol vyrůstají i květy. 
U některých druhů kaktusů (např. Mammilaria) se areola rozdělila na dvě části přičemž spodní část pod hrbolem areoly se nazývá axila, ze které také může vyrůstat květ a plody.

## Galerie

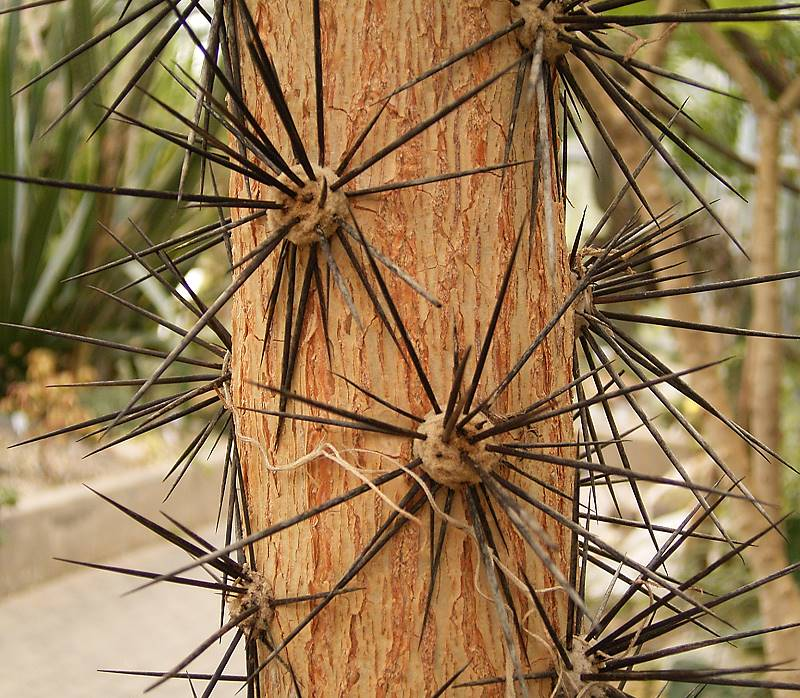
Trny vyrůstající z areol na rostlině Pereskia
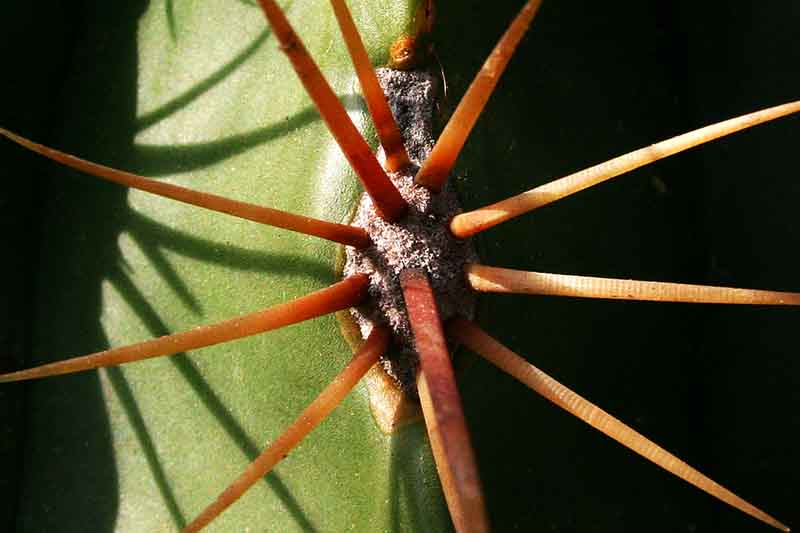
Areola s tvrdými trny
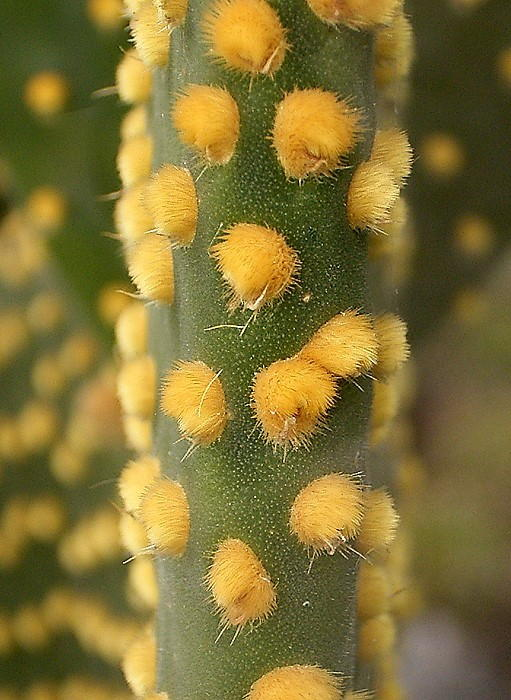
Areoly na opuncii
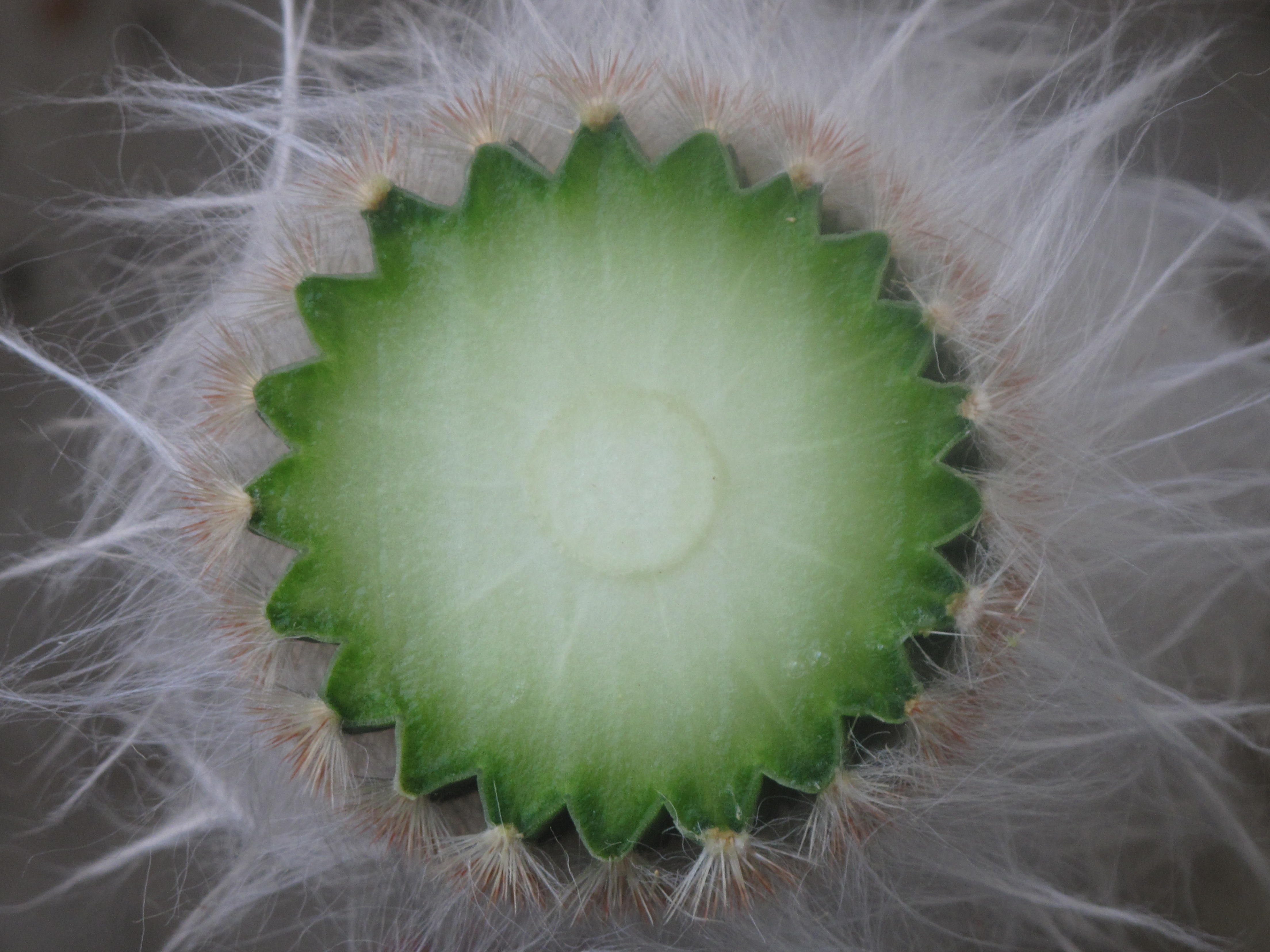
Řez cereusem – cévní svazky končí v hrbolcích tj. areolách.